# Lobogonodes complicata
Lobogonodes complicata là một loài bướm đêm trong họ Geometridae.